# أيه كيه-103
إيه كيه-103 (بالإنجليزية: AK-103) هي بندقية اقتحام روسيّة مشتقة من إيه كيه-47 تتميز بالإضافات التي يمكن تركيبها على السلاح مثل منظار للرؤية وقاذف قنابل. البندقية AK-103 هي نسخة روسية حديثة مطورة من أيه كيه-47 ، وهي دمج لتطوير بين «أيه كيه-74 ونوع AK-74M» وتستخدم العيار السوفيتي الشهير " 7.62X39 ". مقارنة بالكلاشنكوف التقليدي، استُبدلت الأجزاء الخشبية في الإصدارات القديمة بأجزاء بلاستيكية ويمكن تركيب منظار عليها مثل منظار الدراقانوف أما 47 يمكن تغيير غطاء البدن الذي يحوي قاعدة منظار. وقاذف قنابل وكاتم صوت وغيرها لجميع فئات بندقية كلاشنكوف.
يوجد عيب في 103 وهي لا يمكن جعلها كقناصة محترفة وذلك بفتح أسطوانة الغاز لمنع رجوع الاقسام لتقليل ردة الفعل عند اطلاق النار.

## مميزات البندقية الهجومية AK-103
تتميز بالدقة العالية بخلاف الإصدارات القديمة التي كان يعيبها دقتها السيئة. تم تقليل الارتداد حيث تتميز بارتداد خفيف بعكس الإصدارات القديمة. لها ثلاثة أوضاع للرماية هي «مفرد و 3 طلقات وصلي». وجود مسار من الشركة لتركيب منظار للرؤية (يعرف أيضاً بالدربيل). إمكانية طي الأخمص. تتميز السبطانة بوجود دوائر دقيقة جداً «محلزنة» للتقليل من سرعة سخونة السبطانة ومخفي وميض جديد وجميل يخفف من شدة الارتداد

## المواصفات العامة للبندقية الهجومية AK-103
تزن البندقية وهي تحمل المخزن «4.1 كجم» بينما تزن خالية من المخزن «3.6 كجم» بينما الإصدار AKM يزن «3.15 كجم» فارغة و «4.3كجم» مركب عليها المخزن، ويصل طولها إلى «943 ملم» بينما والأخمص مطوي«705 ملم» بينما الإصدار القديم «876 ملم»، ويصل معدل إطلاق النار 600 طلقة بالدقيقة، والمدى القاتل 550 متر.
وتخدم البندقية AK-103 في وحدات خاصة من الجيش الروسي مثل "قوات سبتسناز الخاصة" تم تصدير هذه البندقية للعديد من الجيوش مثل الجيش الفنزويلي والجيش السوري والجيش السعودي وتصنع في فنزويلا بترخيص من شركة ايجماش وتصنع أيضاً في السعودية بترخيص من شركة روزوبورن إكسبورت عن طريق الشركة السعودية للصناعات العسكرية، أيضا صدرت للجيش الليبي " اللواء 32 معزز الذي كان بقيادة خميس القذافي سابقاَ.

## المستخدمون

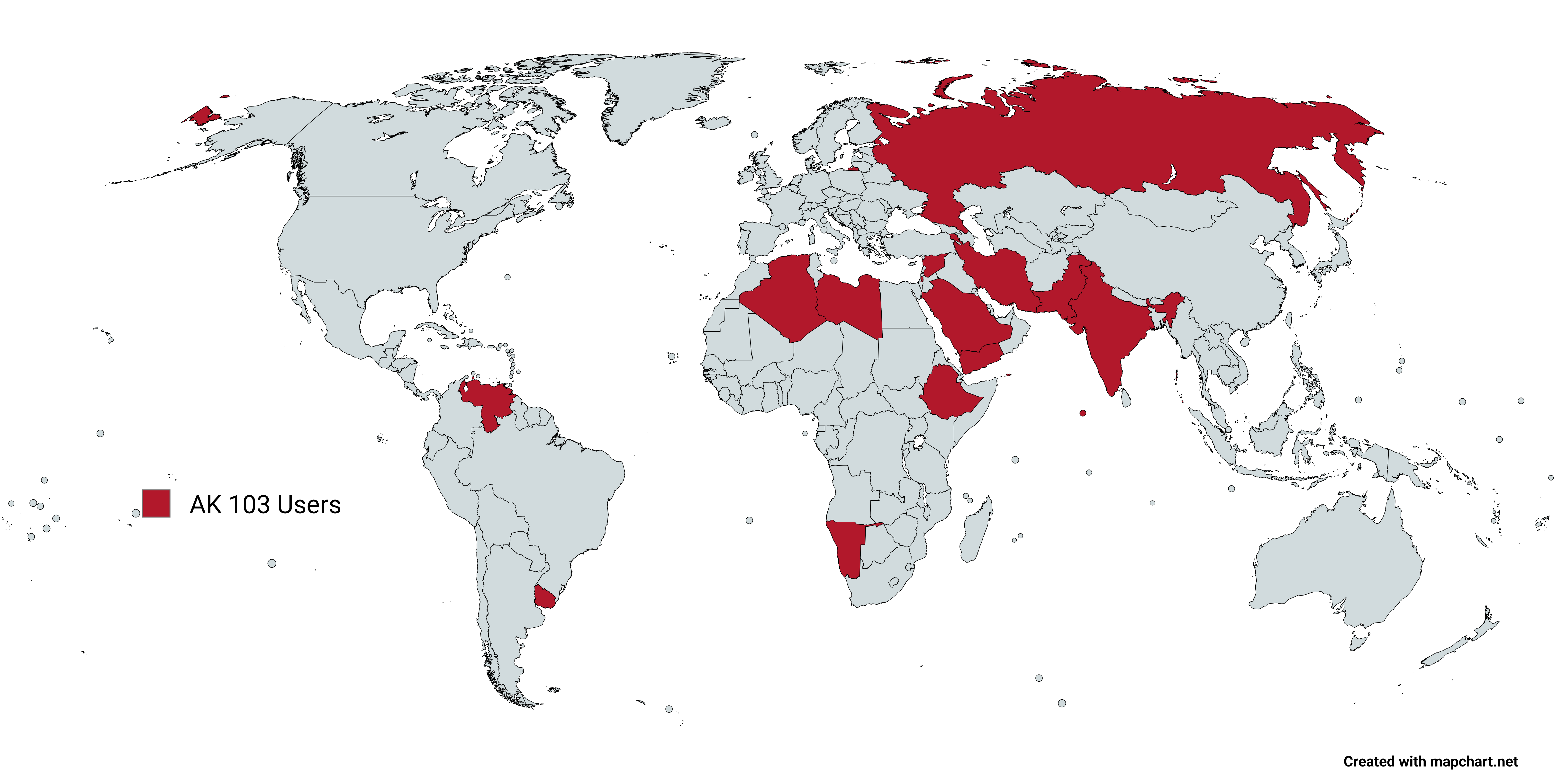
خريطة بها مستخدمي AK-103 باللون الأحمر

- الجزائر : تستخدمها أفواج الكوماندوز المظلية.[5]
- أرمينيا : بدأ الإنتاج المرخص لبندقية AK-103 في يوليو 2020.[6]
- إثيوبيا : ينتج مجمع جافات للهندسة العسكرية بندقية AK-103 في إثيوبيا. وهي تكمل بندقية AKM وAK-47 في القوات المسلحة الإثيوبية. وقد ورد في عام 2014 أن الصفقة لم تتم على الإطلاق.[7]
- إيران : بيع عدد غير معلن من بنادق AK-103 لاستخدامها من قبل أقسام من القوات الخاصة الإيرانية ومشاة البحرية واستخدامها من قبل القوات الخاصة التابعة للحرس الثوري الإسلامي .[8]  ويقال إن الحرس الثوري الإسلامي يستخدم بنادق AK-103.[9]
- الهند : يستخدمها ماركوس في البحرية الهندية . 70000 وحدة تم إدخالها بواسطة القوات الجوية الهندية (وتسمى أيضًا غارود كوماندوز ).[10][11]
- ليبيا : تظهر في العديد من الصور في أيدي القوات المناهضة للقذافي والموالين له. البنادق المستخدمة هي من طراز AK-103-2.[12]
- جزر المالديف : تستخدمها قوات الدفاع الوطني في جزر المالديف.[13]
- ناميبيا : يستخدمه سلاح مشاة البحرية الناميبي. [14]
- باكستان : استنساخ غير مرخص لـ "PK-21" في إنتاج مصانع الأسلحة الباكستانية.[15]
- فلسطين : تستخدمه كتائب عز الدين القسام.[16]
- روسيا : تستخدمها وحدات Spetsnaz GRU و SSO و VDV الانتقائية ووحدات مشاة البحرية الروسية ومجموعة Wagner ومجموعة Alpha ووحدات الشرطة / Spetsnaz التابعة لوزارة الداخلية.[17]
- المملكة العربية السعودية :[18]  تم منح ترخيص لإنتاج بنادق AK-103 للمملكة العربية السعودية في عام 2017.[19][20][21]
- سوريا : تم الاستيلاء عليها من قبل الثوار . يستخدمها الجيش العربي السوري.[22]
- فنزويلا : تم استلام أول 30000 بندقية AK-103 في يونيو 2006.[23]  تم تصنيعها بموجب ترخيص من قبل CAVIM .[24]  تم افتتاح مصانع AK-103 التابعة لشركة CAVIM رسميًا في عام 2012 دون معدات التصنيع اللازمة.  تم تسليم بنادق AK-103 التي صنعتها CAVIM[25] إلى الجيش الفنزويلي في عام 2013.[26]  بسبب المشاكل التي واجهتها المصنع مع فشل المقاول الروسي في الوفاء بالمواعيد النهائية بسبب حالة احتيال، مما أجبر CAVIM على إنهاء بقية البناء،[27]  بدأ الإنتاج الكامل بحلول عام 2019.[28]
- الأوروغواي : 500 بندقية من طراز AK-103 للحرس الوطني الأوروغواياني.[29]
- اليمن : بنادق AK-103 المصنعة في اليمن كما وردت في فبراير 2022.[30]

### مستخدمون دون مستوى الدولة
- منظمة حراس الدين.[31]
- استخدمت حركة التوحيد والجهاد في غرب إفريقيا بندقية كلاشينكوف AK-103-2 في هجمات أغاديز وأرليت في عام 2013.[32]